# コーラル暗号
コーラル暗号（コーラルあんごう、Coral）とは、機械式暗号の一種で、太平洋戦争中に大日本帝国海軍（以下海軍という）海外駐在武官が使用していた正式名称「九七式印字機三型」に対してアメリカ陸軍がつけたコードネームである。
なお、コーラル暗号機と一次暗号書を組み合わせた海軍武官暗号全体をJNA-20と呼んだ。

## 概要
- 東京-在外海軍武官の通信に1940年から使用開始。
- 開戦前、ドイツ国とイタリア王国以外に配布された暗号機は処分された。
- ドイツ敗戦直前の4月には暗号機をハンマーで破壊した後にテルミット粉末で熔かした。
- 1943年の春にOP-20-GのFrancis A. Ravenらによって完全解読された（Ravenはジェイド暗号解読にも成功）
- コーラル暗号の模造機にはPython（ニシキ蛇）のコードネームが付けられた。
- 暗号鍵探索にはMITが開発した"crib-buster"であるRattler（ガラガラ蛇）が用いられた（当初Rattlerはジェイド暗号解読支援用であったが、ジェイド暗号電報自体が極めて少なかったので活躍はできなかった）
- ベルリン駐在海軍武官から東京に宛てた電文からはUボートの新兵器に係わる貴重な情報が得られた。

1. レーダー警戒装置
2. 新型魚雷、"FAT"
3. レーダー囮気球、"アフロディーテ"
4. ヴァルター機関搭載の新型艦
5. シュノーケル

- 暗号理論強度はパープル暗号より高い[要出典]。
- 捕獲されたコーラル暗号機は無い。
- ロータリーラインスイッチの収まった主変換部は、53cm角、高さ15cmの直方体。1943年（昭和18年）、伊号第八潜水艦にて暗号機をドイツへ輸送する際、潜水艦ハッチを通すのに苦労したエピソードがある。
- ドイツでは冬季湿度が低いため、ロータリーラインスイッチの絶縁ベークライトが薄くなりワイパー部がばらばらになった事もあった。